# شاؤول أدلر
شاؤول أدلر (بالعبرية: שאול אדלר) (17 مايو 1895 – 25 يناير 1966) عالم أحياء دقيقة إسرائيلي، يعتبر رائدا في مجال علم الطفيليات في إسرائيل.
حصل على جائزة إسرائيل في الطب عام 1957. وكان عضوا في الأكاديمية الإسرائيلية للعلوم.

## حياته
ولد في عام 1895 في كاريلتشي في الإمبراطورية الروسية (وحاليا في روسيا البيضاء). وانتقل في عام 1900 وعائلته إلى إنجلترا وأقاموا في ليدز. ودرس في جامعة ليدز ومدرسة ليفربول للطب الاستوائي.
وأحد أشقائه هو سولومون أدلر عالم اقتصاد.

## المهنة
خدم من عام 1917 حتى 1920 في الكتيبة الطبية في الجيش الملكي، وحصل على رتبة كابتن، وخدم في الشرق الأوسط، حيث طور أفكاره الأولى حول الطب الاستوائي، وبدأ في دراسته بعد إنهاء خدمته العسكرية، في ليفربول.
وفي عام 1921 ذهب إلى سيراليون لبداية بحث حول الملاريا.
وفي عام 1924 عرض عليه حاييم وايزمان وظيفة في القدس لتطوير المعهد الجديد في الأحياء الدقيقة. وفي نهاية ذلك العام هاجر إلى فلسطين تحت الانتداب البريطاني، وبدأ العمل في مستشفى هداسا في القدس، وأصبح مديرا لقسم الطفيليات عام 1927. وفي عام 1924 أصبح أستاذا مساعدا في قسم الطفيليات في الجامعة العبرية في القدس، وعمل أستاذاً من عام 1928 حتى 1955.
وفي عام 1930 نجح بالتعاون مع إسرائيل أهاروني بإحضار ثلاث حيوانات هامستر من سوريا، وبتهجينهم في المعمل. وأدى هذا إلى تدجين الهامستر السوري.

## وفاته
مات في القدس في الخامس والعشرين من يناير 1966. وحضر جنازته الرئيس الإسرائيلي.

## جوائز
- ميدالية كاملرز من الجمعية الملكية للطب الاستوائي والنظافة – 1933

- انتخب رئيسا للكلية الطب الحرة في الجامعة العبرية في القدس - 1944

- وسام الإمبراطورية البريطانية – 1947

- حصل على جائزة إسرائيل في الطب عام 1957.[8]

- انتخب زميلاً للجمعية الملكية في لندن – 1957 . وهو أول مواطن إسرائيلي يحصل على هذا اللقب.

- نال الدكتوراه الفخرية من جامعة ليدز – 1956

- جائزة سولومون بوبليك من الجامعة العبرية في القدس – 1966

- وسام العنقاء من اليونان

- جائزة تشيرنوخفسكي للترجمة المثالية عن ترجمته لكتاب أصل الأنواع لتشارلز دارون إلى اللغة العبرية.

## إنجازات وتكريمات
- ساعد في تطوير علاج للملاريا.

- سمي شارع في مدينة القدس باسمه.

- بنيت قاعة في الجامعة العبرية في القدس تكريما لاسمه.

- ظهرت صورته على طابع بريدي في إسرائيل 1995.